# 横浜グランゲート
横浜グランゲート（よこはまグランゲート）は、神奈川県横浜市西区みなとみらいにあるオフィスビル。設計・施工は清水建設。
ビル内の高層部オフィスエリア（3階〜18階）には、ソニーグループの事業所「ソニーシティみなとみらい」が開設されている（詳細は後節）。

## 概要
2016年3月、みなとみらい地区54街区の開発事業予定者が清水建設に決まった。同社が当地区において手がけた「横浜アイマークプレイス」（2014年5月開業）に続く、大規模賃貸オフィスビル開発計画の第2弾に当たる（総投資額は約550億円）。当開発事業は2017年3月に国土交通大臣の民間都市再生事業計画に認定されている。2017年8月1日の着工後、2020年2月に竣工しており、同年4月に開業（一部施設のオープン）を迎えた。
コンセプトは「次世代ワークプレイスの創造」。オフィス空間は研究開発施設やショールームなど様々なニーズに対応した造りとし、環境対策（eco）と事業継続性（BCP）を融合した ecoBCP 機能の充実を図る。具体的には、環境対策として全館LED照明やコジェネレーション等を採用しエネルギー可視化システム（BEMS）を導入、事業継続性として免震構造を採用し停電時に専用部および共用部に約7日間の電力を賄える非常用発電設備を導入している。これらの建物・室内環境性能により、CASBEE横浜のSランクやLEEDゴールド認証、WELL認証を取得している。
低層部にはカンファレンススペースを配置する他、オフィスワーカーや周辺地域にとって利便性の高い店舗を誘致。また、歩行者動線のキング軸沿いに位置することから、敷地内には緑に囲まれ憩いや賑わいを創出する広場（公開空地）が設けられている。
2階部分では横浜駅方面にアクセスする歩行者デッキ「みなとみらい歩道橋」と接続している。

### ソニーシティみなとみらい
ソニーグループが当ビル1棟（3階〜18階）を借り、「ソニーシティみなとみらい」としてカメラ（映像機器）・イメージング事業などに関連した事業所の集約、研究開発 (R&D) 拠点の設置を計画（神奈川県の企業立地支援事業に認定/横浜市の企業立地促進条例による認定事業）。従業員数は3000〜4000人規模を想定。また、研究開発拠点ではカメラ事業だけでなく、ディスプレイ製品（プロジェクタを含む）やメディカル関連機器などの研究開発も進める。さらに様々な企業の研究開発拠点が集積する地域の特性を生かして、企業間連携・オープンイノベーションも推進する。
2020年3月時点では同年10月から順次入居・稼働予定とされていたが、移転完了に伴う事業開始時期は2021年3月となっている。なお、当初はソニーグループでカメラ・イメージング事業などを手掛けていたソニーイメージングプロダクツ&ソリューションズ (SIPS) の本社機能の移転も計画されていたが、同社は2021年4月1日付でグループ他社と統合して消滅、新たなソニー株式会社となっており、実質的には同事業などの拠点整備（前述の事業所集約や研究開発拠点設置など）にとどまっている。
この他、ソニーの特例子会社であるソニー希望・光が2020年12月、ソニーシティみなとみらい内に事業所を開設している（同月にはソニーシティみなとみらいの開所式も実施）。

## 低層部テナント
低層部（1階〜2階）には商業テナント（店舗）、カンファレンス施設、託児施設が入る。

### 商業テナント（1-2F）
2021年5月以降、飲食店やショールームなどが順次入居している。
1F
- 福満園（四川麻辣料理・餃子専門店/2021年5月オープン）[28][29]
- Brasserie 024 [注 7]（カジュアルフレンチレストラン/2021年6月オープン）[30]
- GRANDELA（フレンチ焼肉店/2021年8月オープン）[31][32]
- 鞄工房山本・香久山鞄（ランドセル・鞄販売/2022年1月オープン）[33]
- サンワカンパニー 横浜スマートショールーム（キッチン・水回りの無人スマートショールーム/2022年3月オープン）[34][35]
- オープンハウス・アーキテクト「LIFE DESIGN PARKみなとみらい」（キッチン・住宅設備などのショールーム/2022年2月オープン）[36]
- 保険製作所 横浜みなとみらい（保険関連サービス案内/2022年2月オープン）[37]

2F
- ホテルショコラ（チョコレートショップ・カフェ/2021年8月オープン）[38][39][40]

### 託児施設（1F）
- ニチイキッズMM新高島保育園（運営：ニチイ学館/企業主導型保育事業/2020年8月開園）[41]

### カンファレンス施設（2F）
- TKPガーデンシティPREMIUM横浜駅新高島（管理・運営：ティーケーピー/2020年4月オープン）[42][43]

## 災害・非常時の対応
災害・非常時における帰宅困難者対策として広場やカンファレンススペースを極力開放するほか、災害備蓄品・情報の提供なども行う方針である。

## アクセス
公共交通機関（鉄道）
- みなとみらい線
  - 新高島駅直上
  - みなとみらい駅（1:グランモール口）より徒歩約10分
- JR横浜駅より徒歩約7分（みなとみらい歩道橋などペデストリアンデッキ経由）[1]

## その他
当ビル（54街区）と隣接地の53街区間で、みなとみらい地区のペデストリアン軸（歩行者動線）であるキング軸とグランモール軸が交差している。また、前述のとおり当ビルは横浜駅方面からの歩行者デッキ「みなとみらい歩道橋」と接続しているが、当ビルを経由したデッキは53街区の大林組などによる複合開発エリア「横浜シンフォステージ」（工期：2021年4月〜2024年3月）にも接続、同開発ではその先のすずかけ通り歩道橋（グランモール公園付近）までデッキを延伸し、グランモール軸として一体的に整備されている。さらに52街区の大和ハウス工業などによる複合開発エリア（工期予定：2024年2月〜2027年5月）にも接続予定で、同開発においてもその先の高島中央歩道橋（高島中央公園付近）までデッキを延伸し、キング軸として一体的に整備する計画となっている。

## ギャラリー

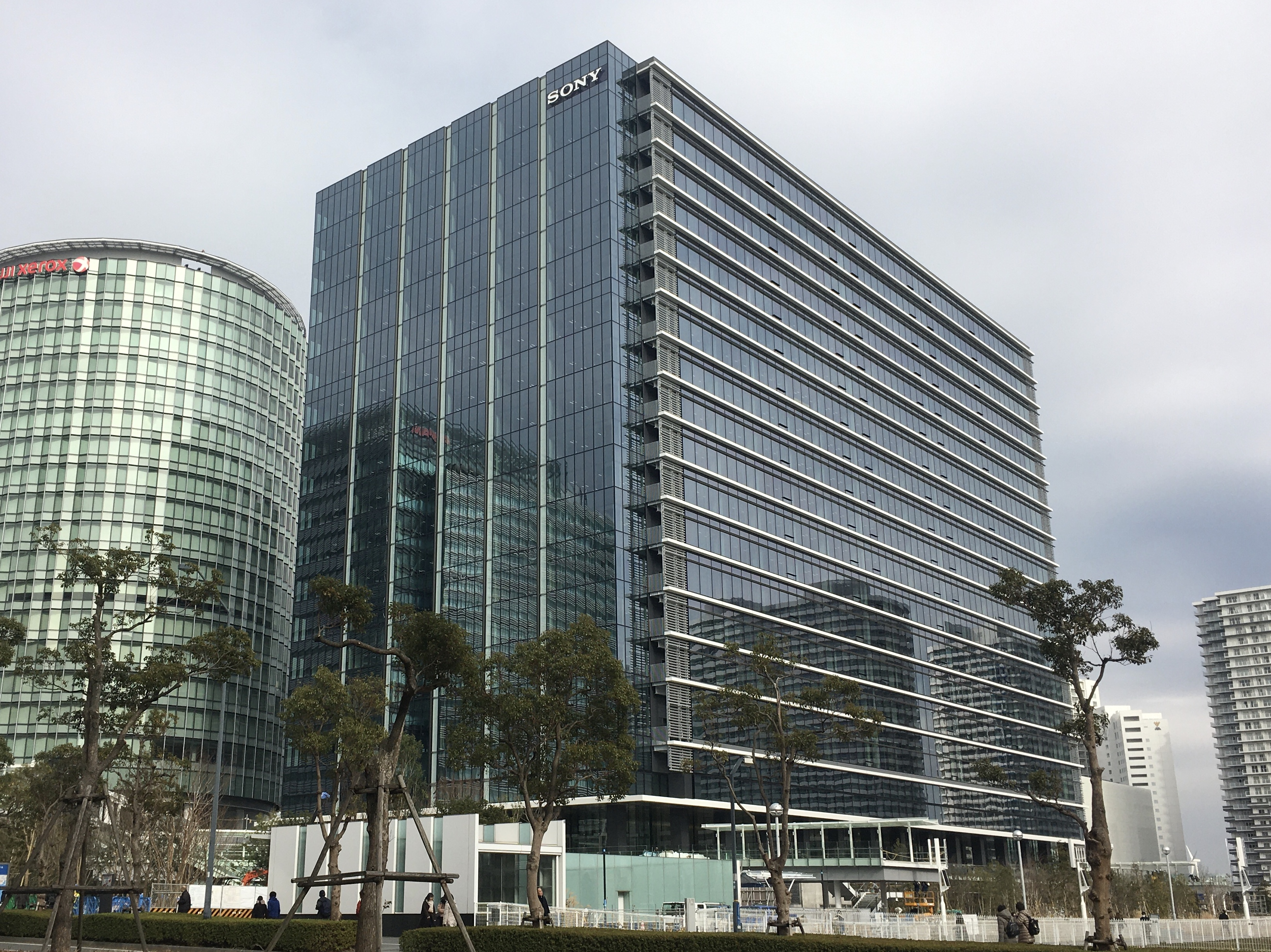
南西側からの外観（2020年1月22日）
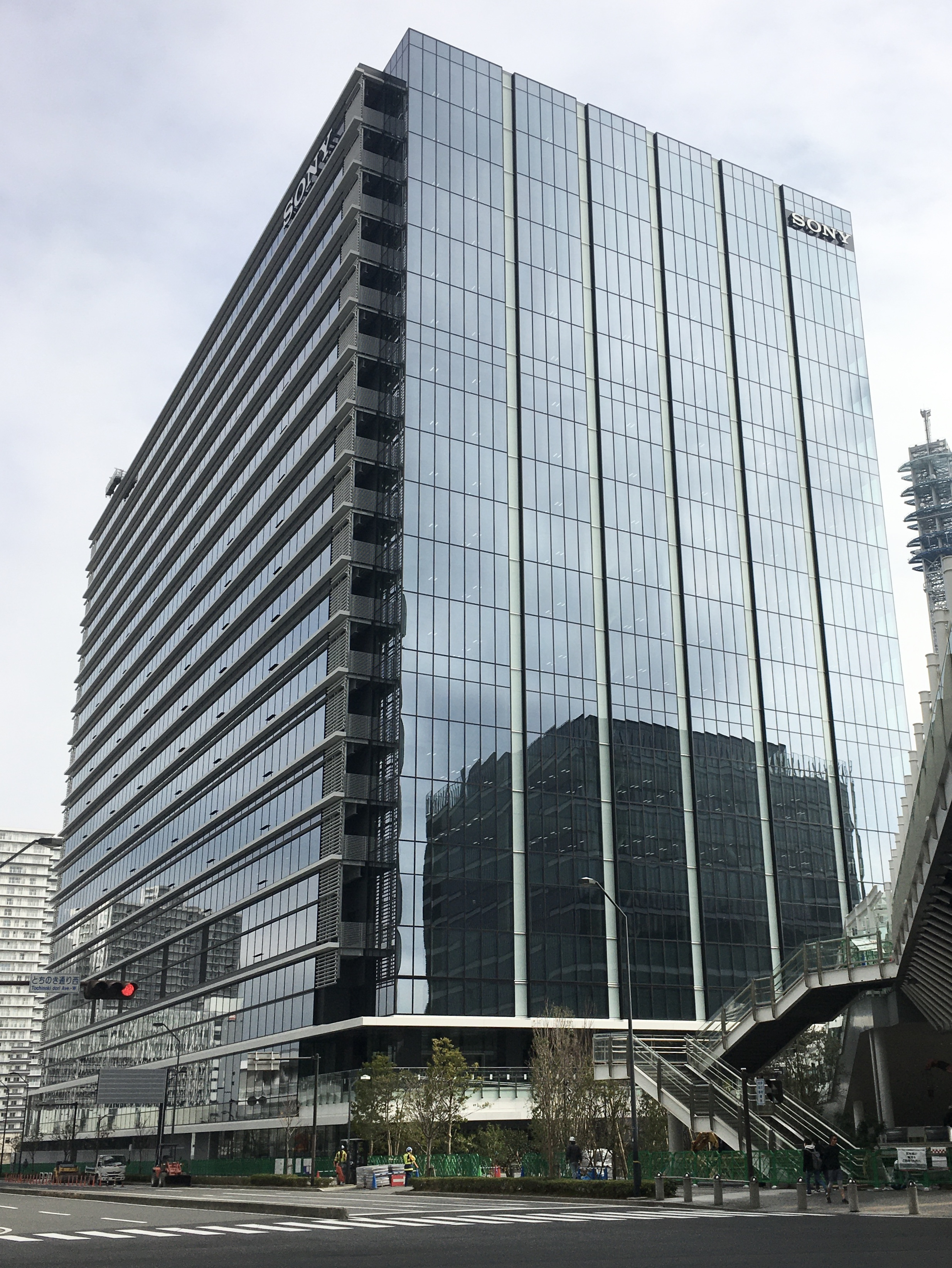
北西側からの外観（2020年1月22日）
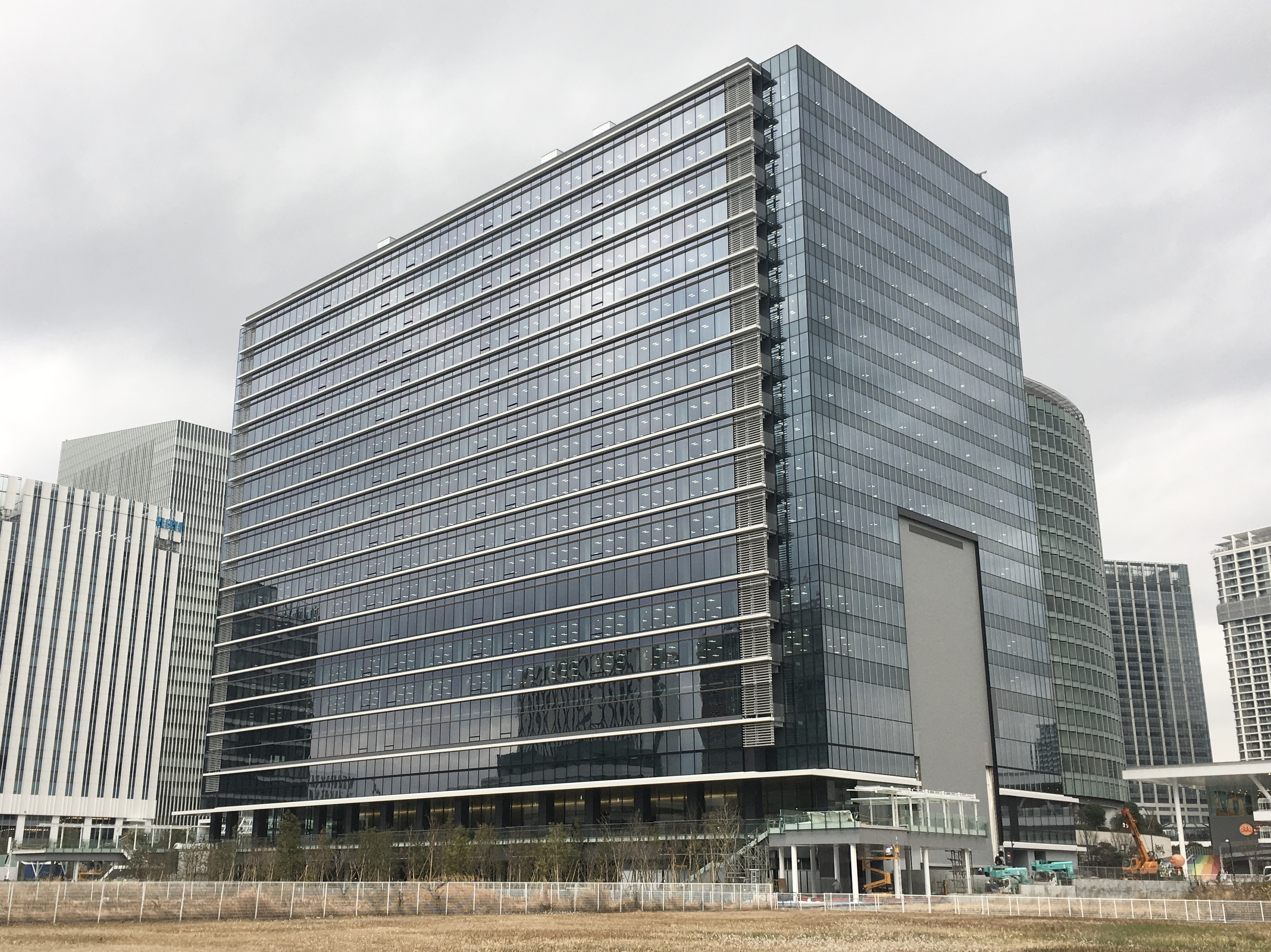
南東側からの外観（2020年1月22日）
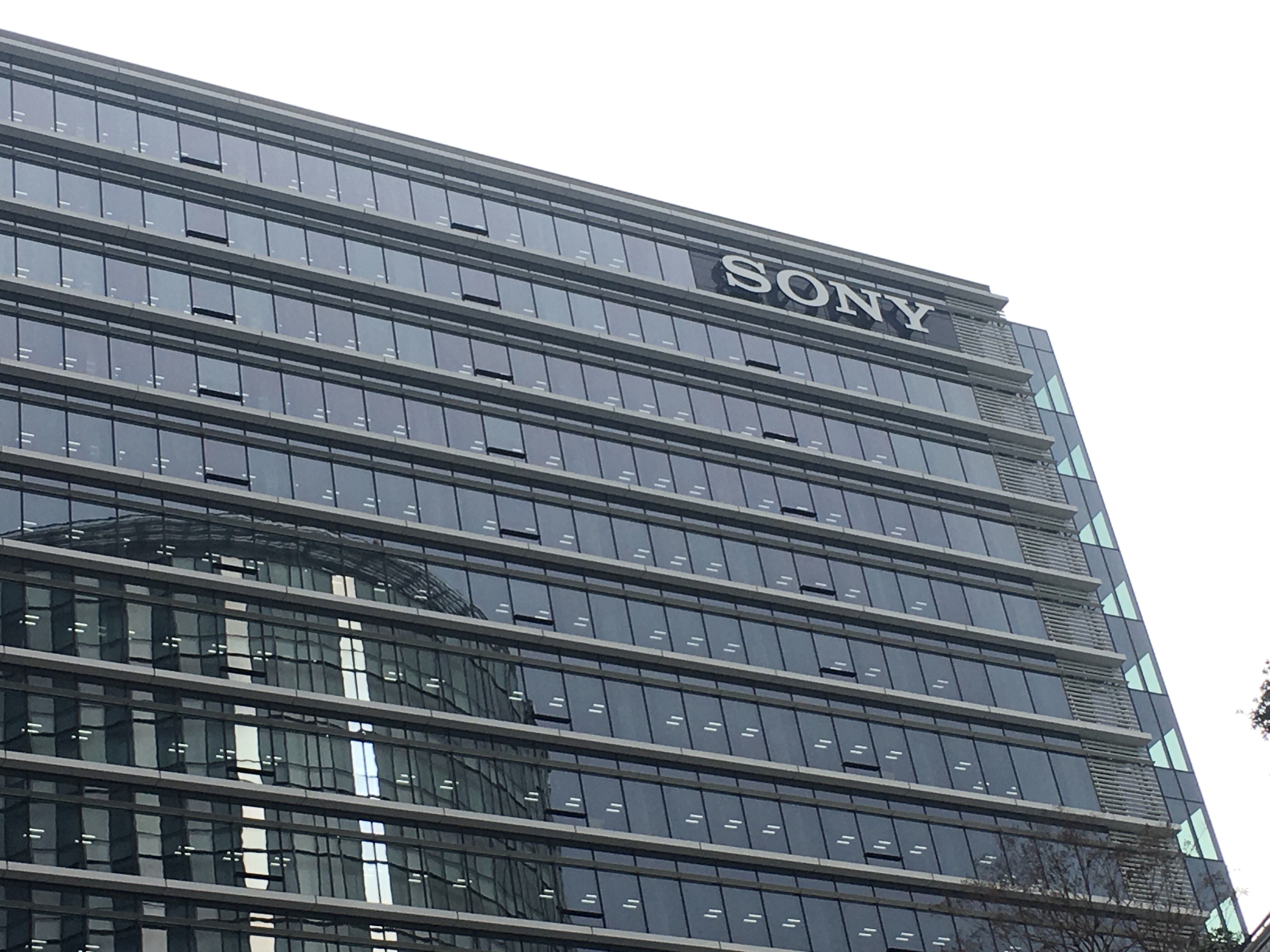
建物上部に取り付けられた“SONY”のロゴ（2020年1月22日）
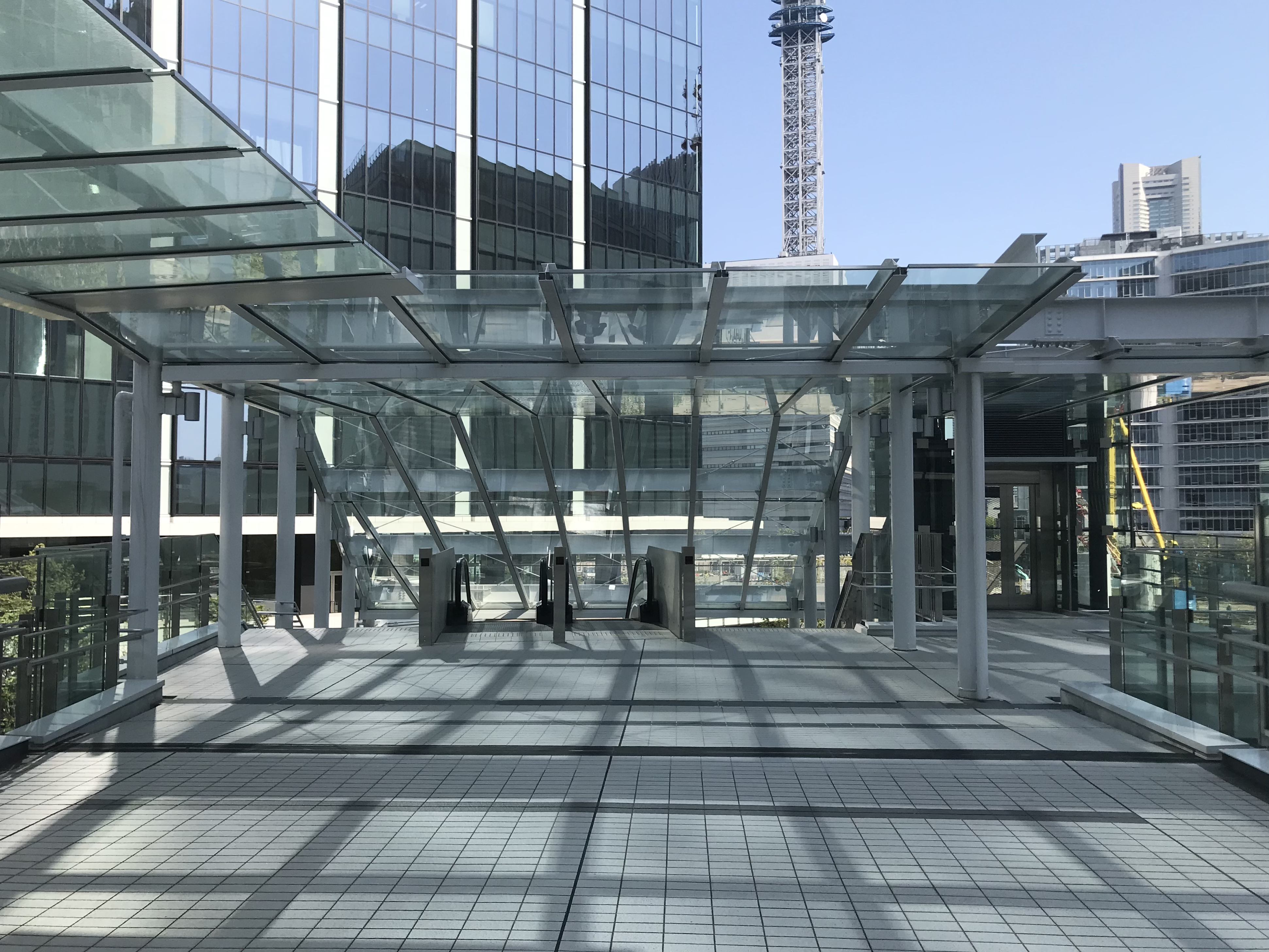
みなとみらい歩道橋との接続部（2020年1月22日）
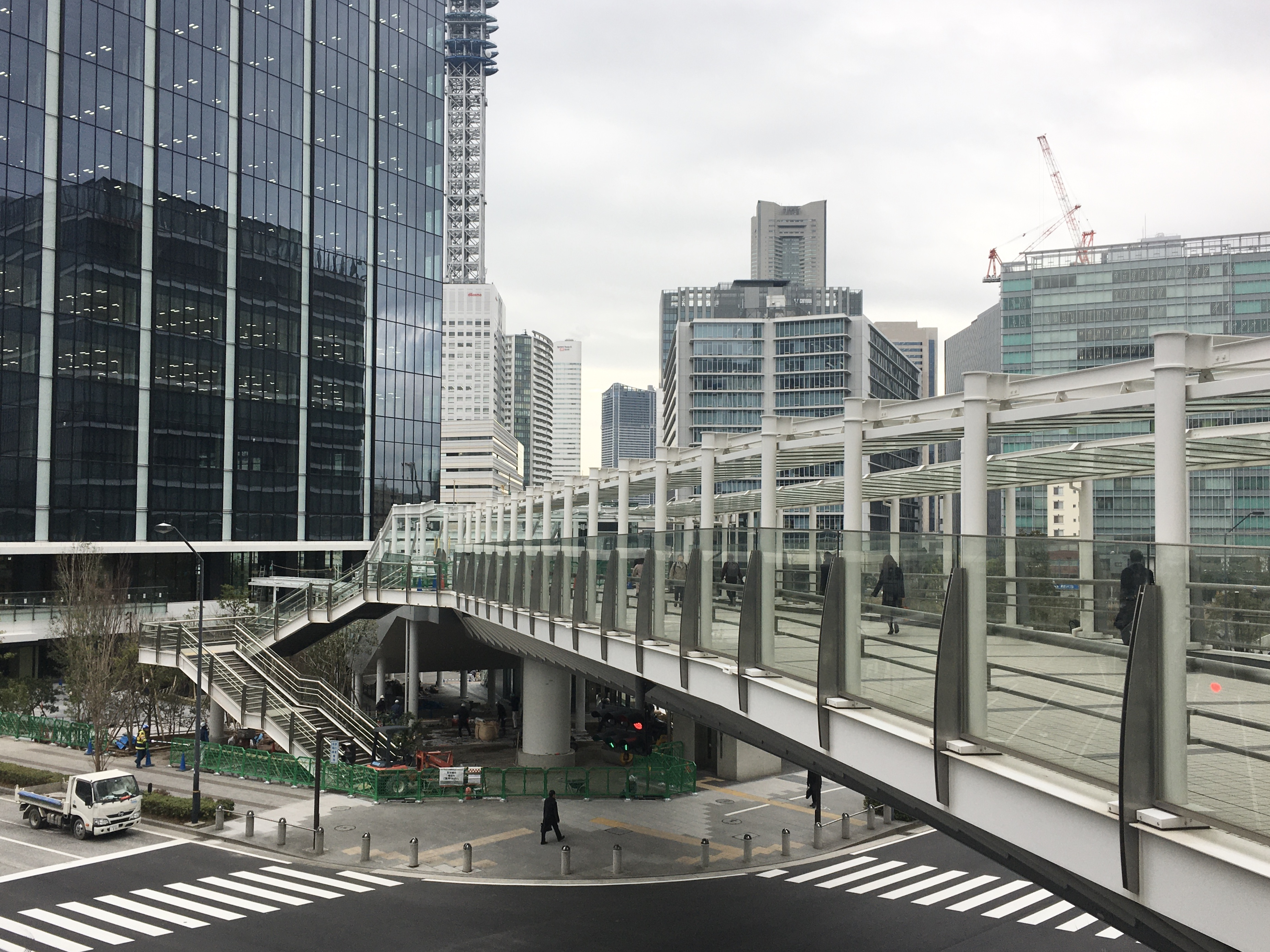
歩道橋との接続部を上部より撮影（2020年1月22日）
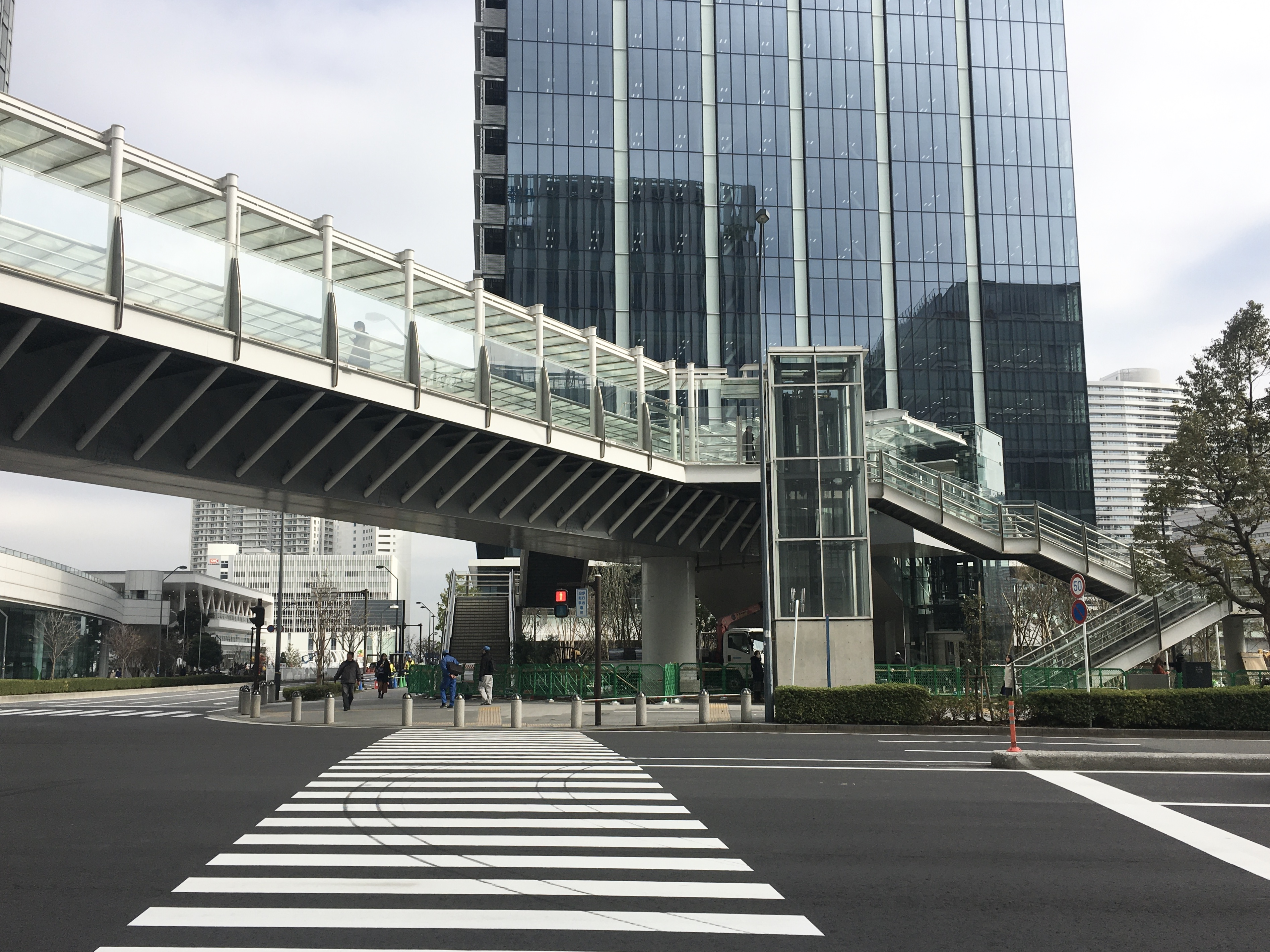
歩道橋との接続部を下部の道路より撮影（2020年1月22日）
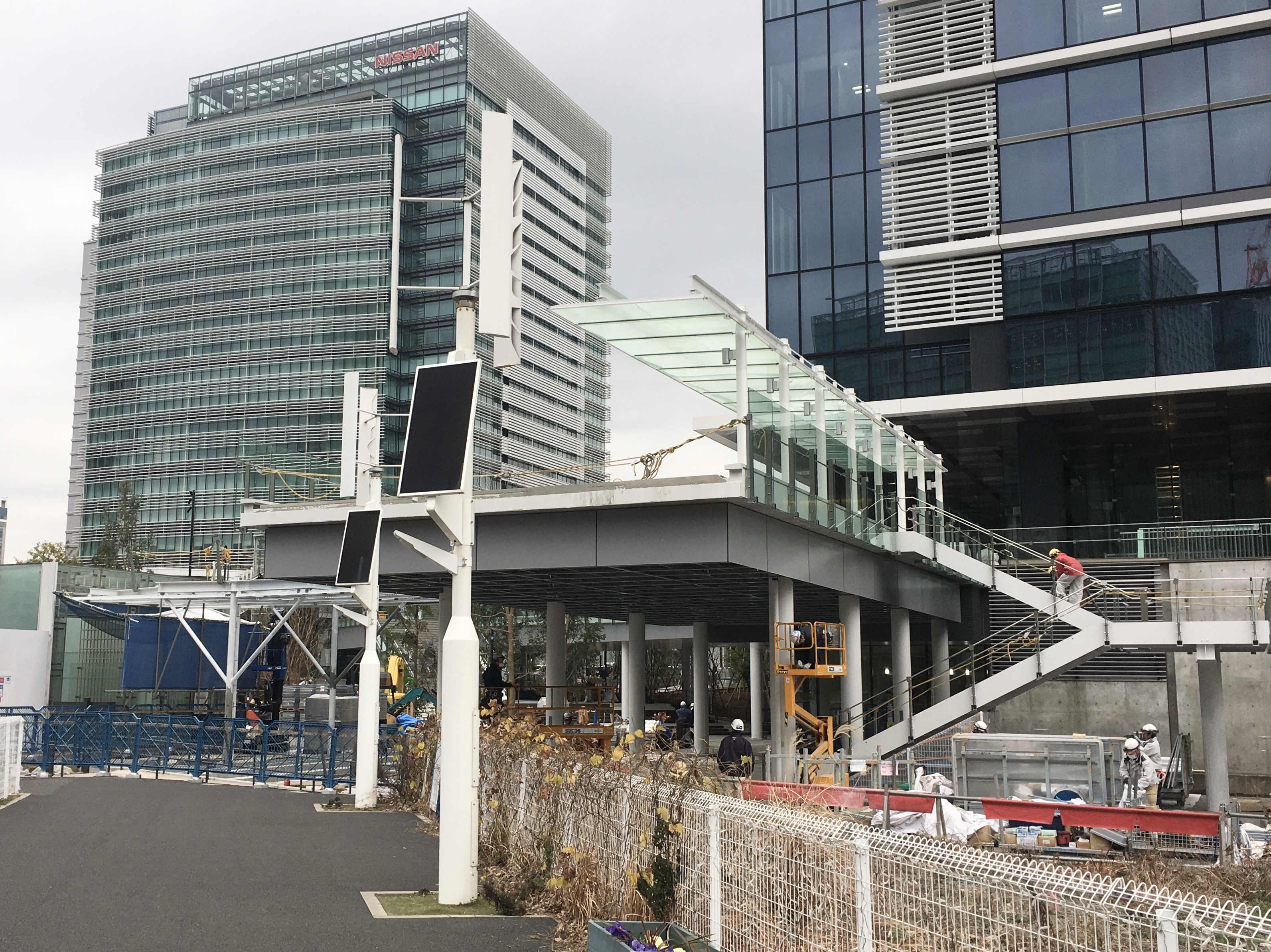
今後は53街区方面と接続予定のためデッキが途切れている（2020年1月22日）
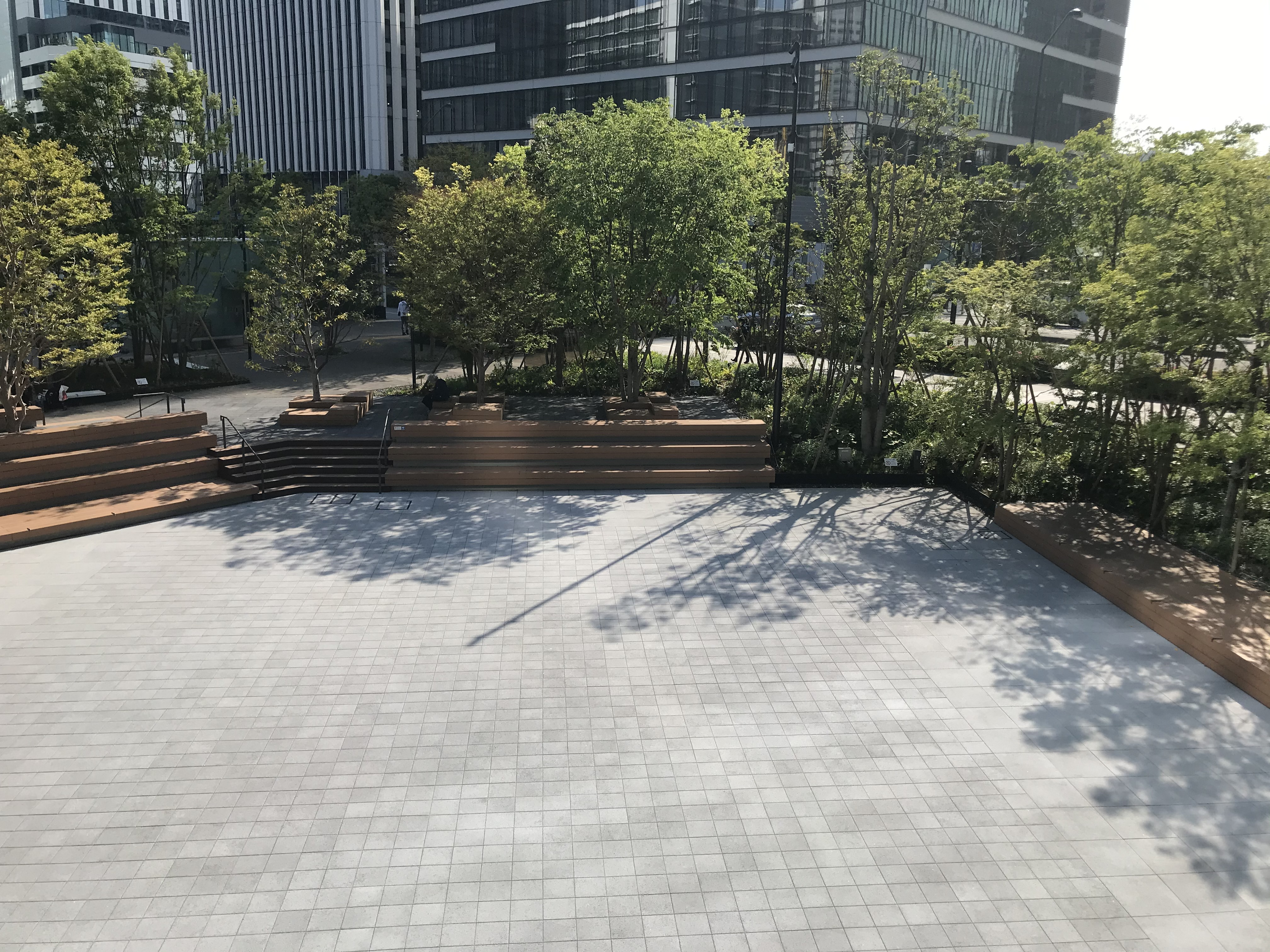
敷地内に整備された「みんなの広場」、イベントにも対応するアリーナ型オープンスペース[48]（2021年4月21日）
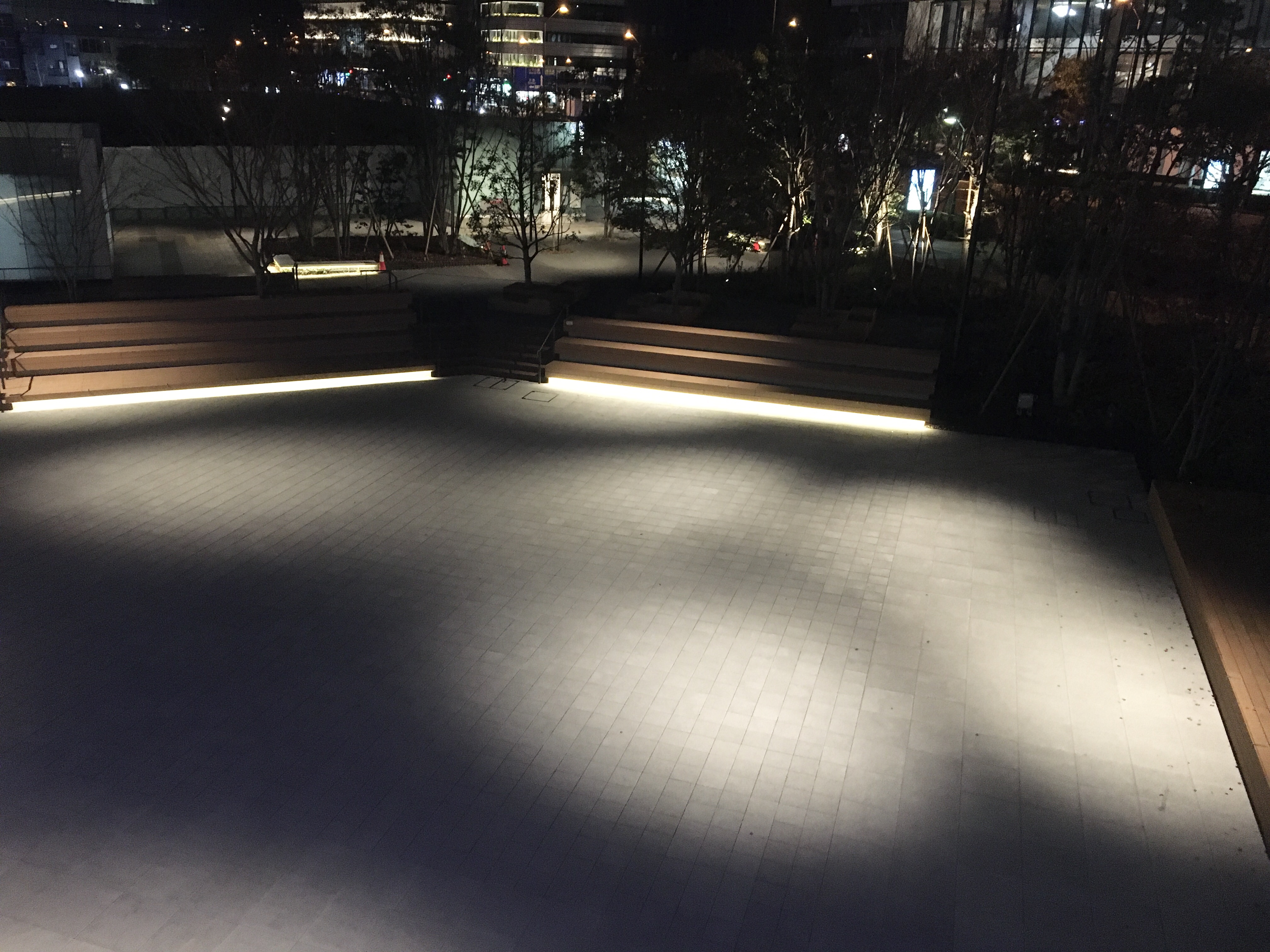
広場の夜間照明（2020年12月19日）
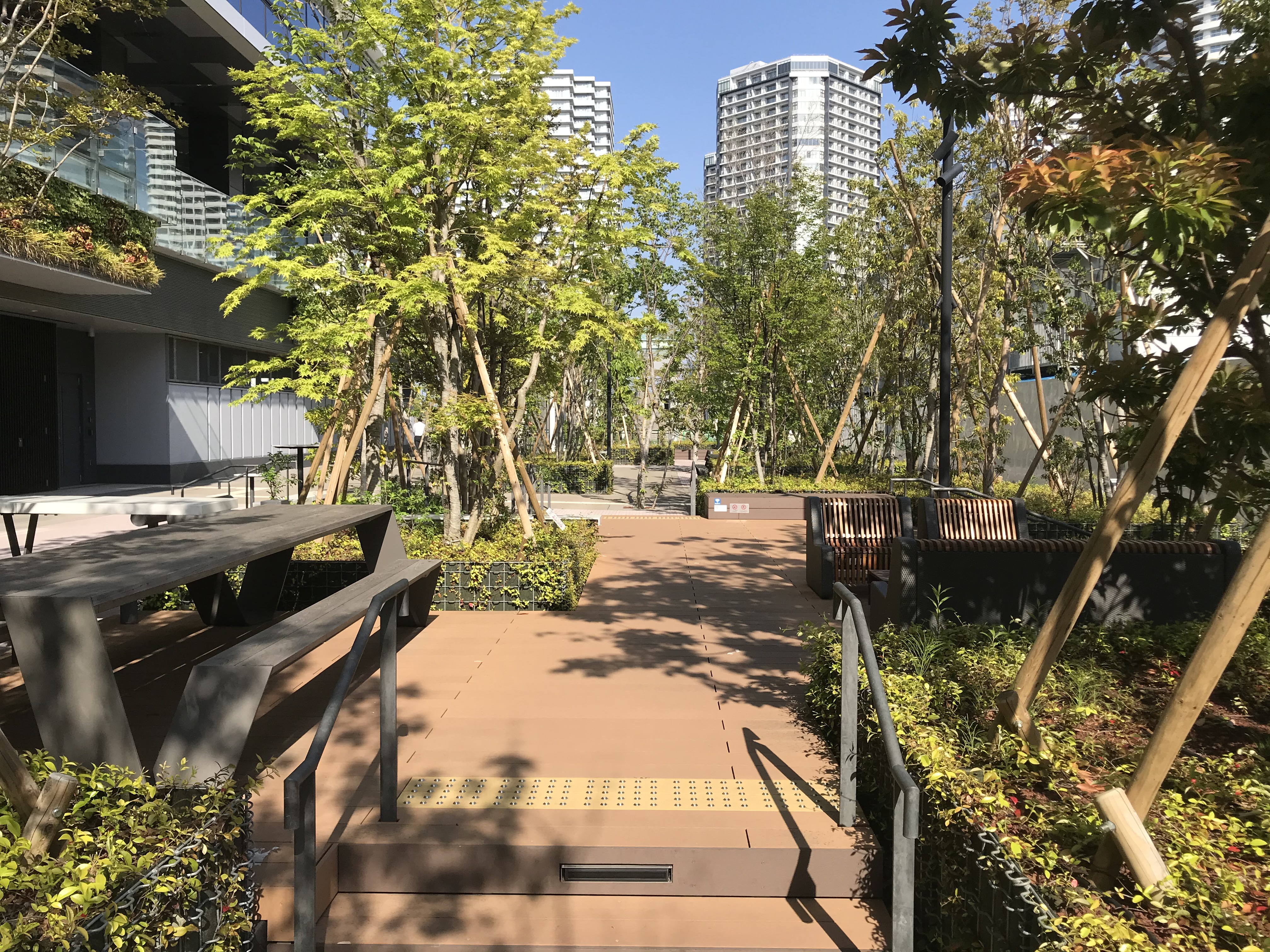
敷地内に整備された通路「みどりのたまり路」[48]、53街区との間の歩行者動線「キング軸」の一部（2021年4月21日）
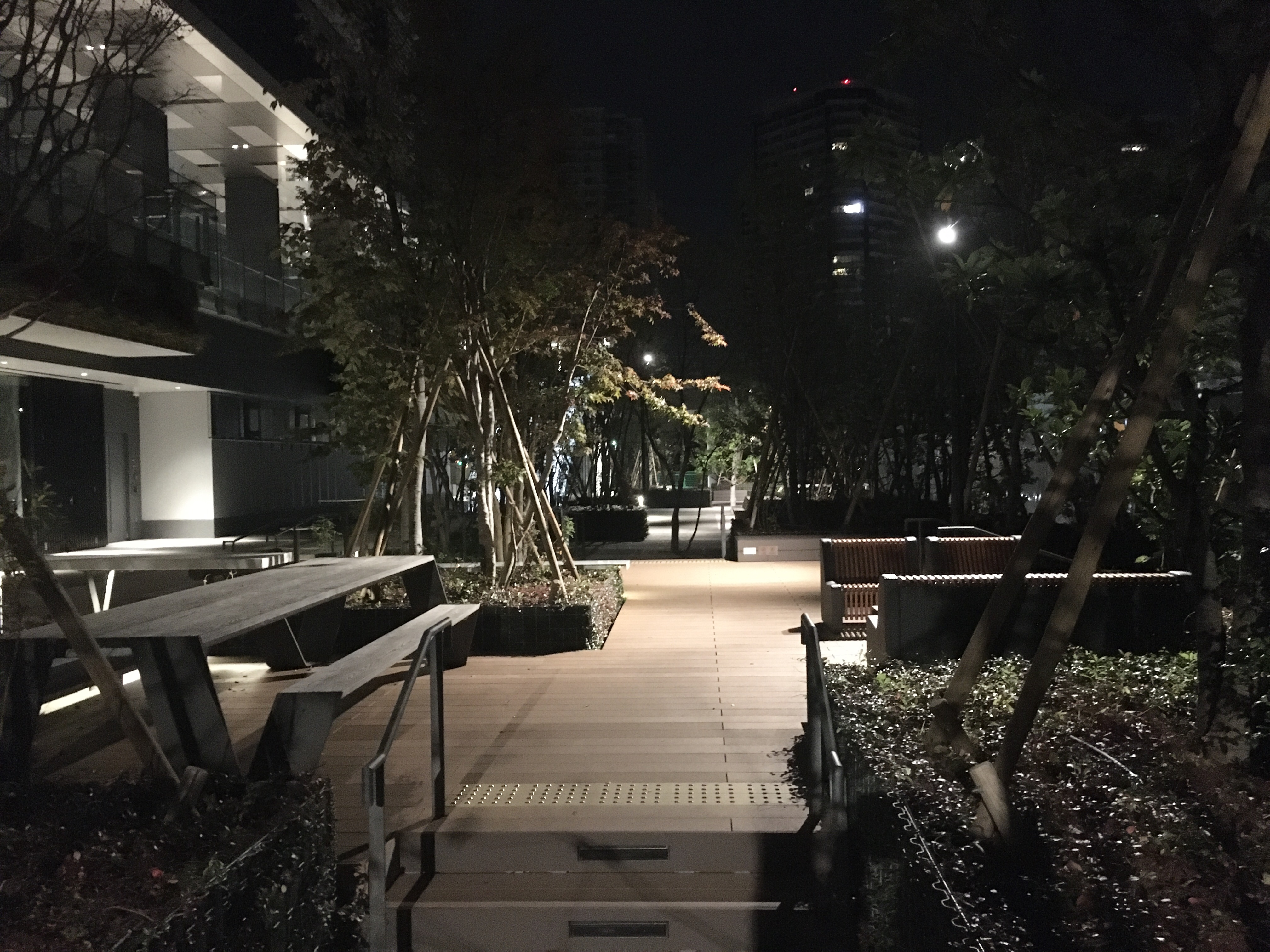
同通路の夜間照明（2020年12月19日）
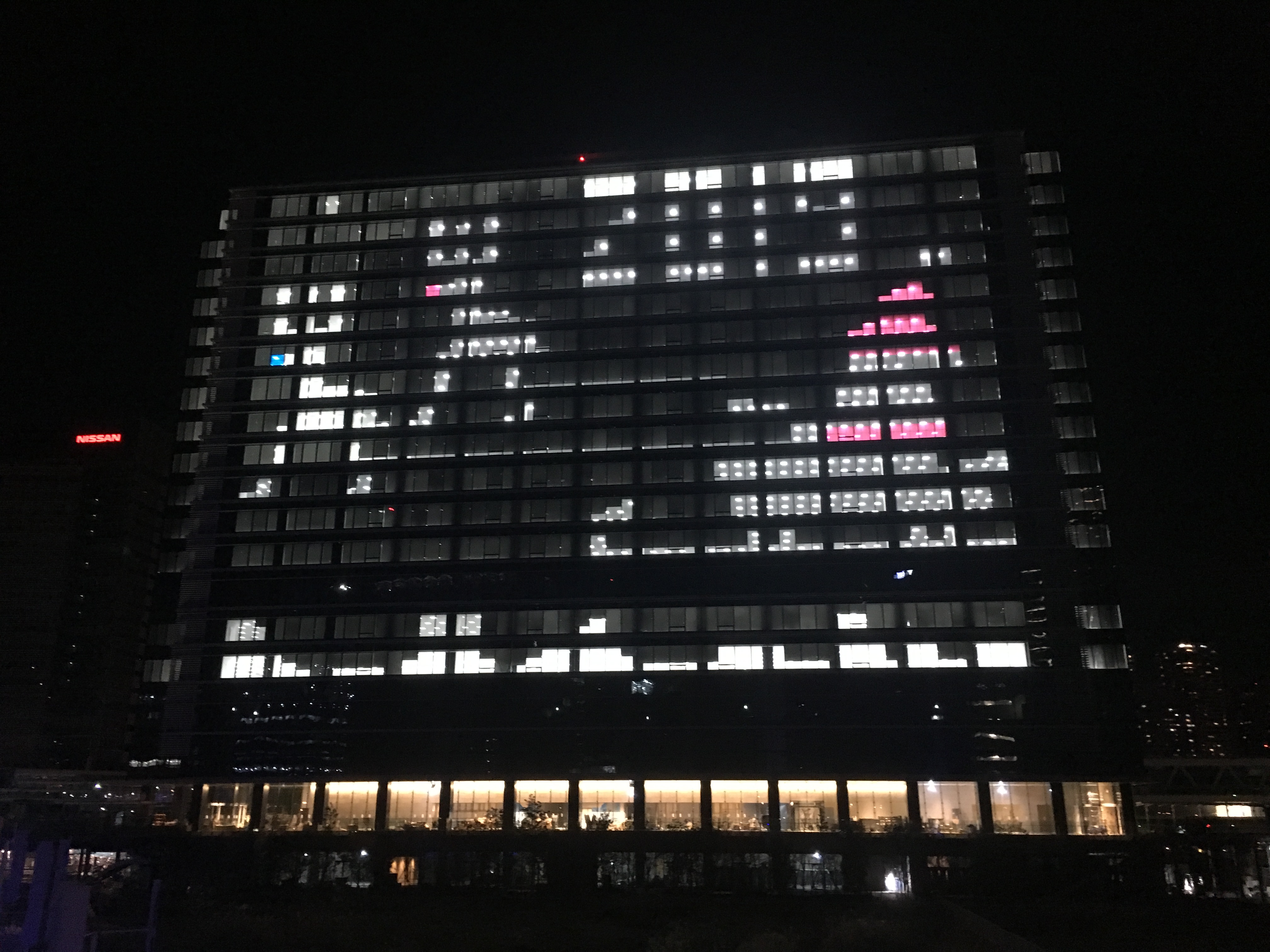
開業前の2019年クリスマス窓文字演出（2019年11月30日）
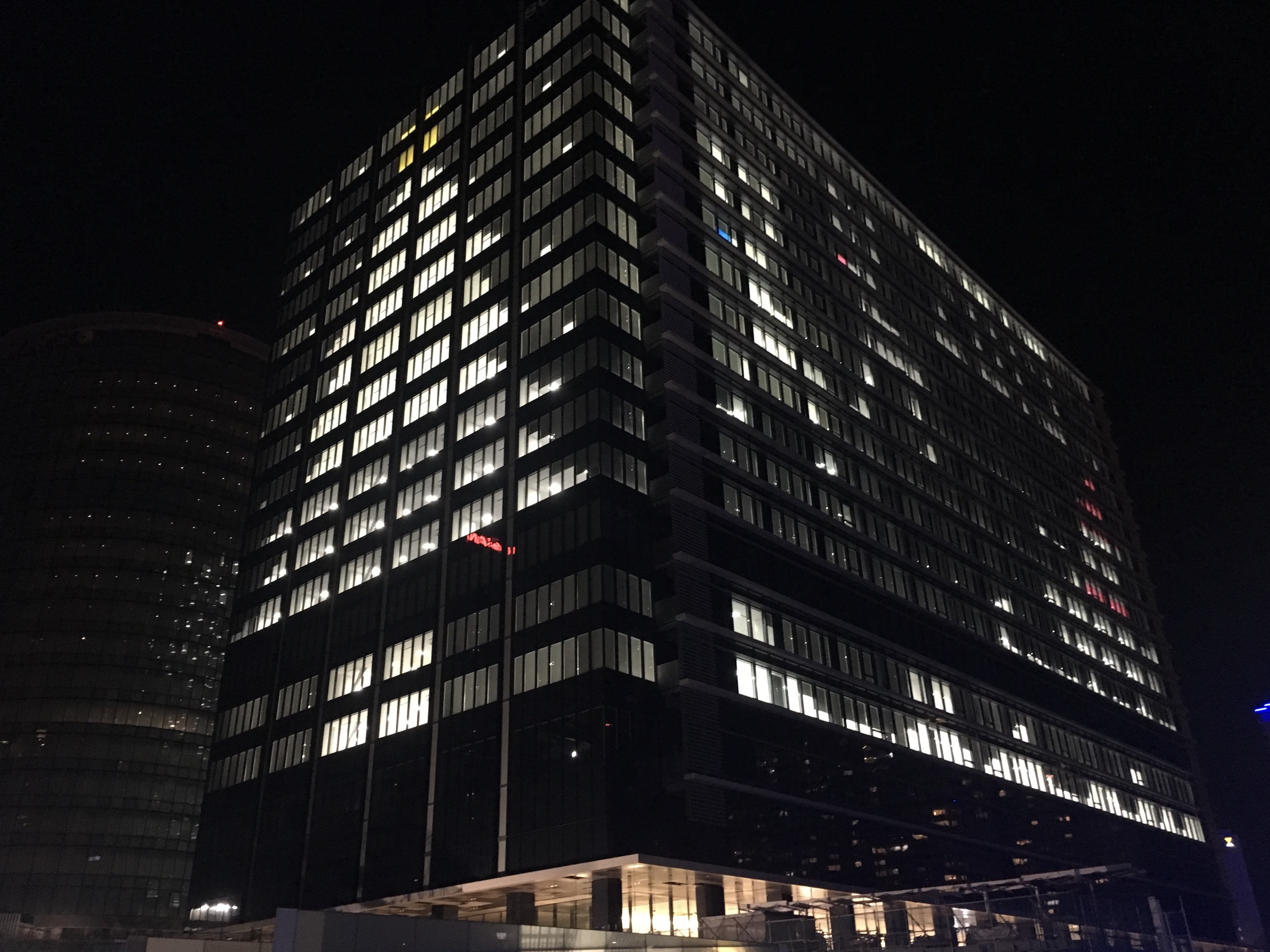
同じくクリスマス窓文字演出を別の角度から撮影（2019年11月30日）

## 参考情報・資料
- 不動産開発事業：Ｒ＆Ｄにも対応できるフレキシブルな次世代ワークプレイス「横浜グランゲート」が竣工（清水建設）